# GTV上野楢原中継局
GTV上野楢原中継局（ジーティブイうえのならはらちゅうけいきょく）は、群馬県多野郡上野村に置かれていたアナログテレビ中継局。

## 中継局概要

### アナログ放送
| 放送局名      | チャンネル | 空中線電力        | ERP                 | 放送対象地域 | 放送区域内世帯数 |
| GTV群馬テレビ | 47ch       | 映像1W /音声250mW | 映像2.2W /音声550mW | 群馬県       | 約-世帯          |

- 2011年7月24日12時で通常の放送が終了、深夜の停波を以って廃局となった。

### デジタル放送
- 非該当である。

## 置局住所
- 多野郡上野村楢原字坂下